# Мутация (музыка)
Мута́ция (лат. mutatio «перемена, изменение») в системе сольмизации Средних веков, Возрождения и барокко — переход из гексахорда в гексахорд. В теории многоголосной композиции того же времени мутацией стандартно объяснялось расширение звуковой системы, главным образом, за счёт транспозиционной и альтерационной хроматики.

## Механизм мутации
В случае если амбитус мелодии выходит за пределы одного гексахорда, необходим переход из одного гексахорда в другой. При таком переходе слог одного гексахорда («вокс») приравнивается к слогу (воксу) другого гексахорда. Например, клавис a в натуральном гексахорде (с основанием C-ut) соответствует воксу la. Чтобы совершить в пении переход к клавису b (звуку, выходящему за пределы натурального гексахорда), необходимо приравнять la натурального гексахорда к mi мягкого гексахорда (с основанием F-ut), после чего (уже в пределах мягкого гексахорда) возможно совершить ход на полутон mi-fa:
| C D E    | F G    | a            | b  |
| -------- | ------ | ------------ | -- |
| ut re mi | fa sol | la           |    |
|          | ut re  | mi           | fa |
|          |        | местомутации |    |

В случае если мелодия выходила за пределы нормативной миксодиатоники (например, ради «превращения» тритона b-e в квинту b-es), такое звуковысотное расширение учёные музыканты объясняли «ложной мутацией» (mutatio falsa). Для этого они представляли себе гексахорд с «ненормативным» основанием, от которого строятся знакомые воксы (ut re mi fa sol la). Например, если положить вокс ut на клавис D, то вокс mi придётся на клавис fis, который отсутствует в нормативной звуковой системе, что приведёт к возникновению «ложной музыки» (musica falsa), или «вымышленной музыки» (musica ficta),— звукоступеней чужого интервального рода (хроматики).

## Исторический очерк
Введение мутации в обиход музыкальной практики и теории музыки традиция со времён Средневековья связывала с именем Гвидо Аретинского. При этом ни в одном из аутентичных трудов Гвидо ни понятия мутации, ни термина mutatio нет. У самого Гвидо (в «Послании о незнакомом распеве») слоги ut...la приложены только к клависам C…A. Вполне возможно, что он экстраполировал их как модальные функции и на другие клависы описываемого им (двухоктавного) звукоряда, но подлинных свидетельств такой экстраполяции нет.

Одно из самых ранних свидетельств мутации, мюнхенская рукопись Clm 14523, f.132r (датирована серединой XI в.). Воксы обозначены прописными лат. буквами V (ut), R (re), M (mi) и т.д. Римские цифры над буквами нотации показывают родственные (согласно учению о видах родствах Гвидо) высоты, например, цифра "III" означает третий вид родства, который объединяет высотные классы E и B (в данной нотации = си).

Рукописи, в которых гексахорды иллюстрируются от разных высот (таким образом, подразумевается мутация), появляются уже в XI веке. Например, в рукописях (1) British Library Add. 10335, (2) Monte Cassino 318, (3) Bayerische Staatsbibliothek Clm 14523 (все — XI в.) гексахордовый ряд слогов расписан по отношению к высотам C и G. В другой рукописи из Баварской гос. библиотеки (Clm 14965a, fol. 1v), датированной около 1100 г., воксы приложены уже ко всем трём так называемым «Гвидоновым» гексахордам: натуральному (от C), твердому (от G) и мягкому (от F).
Теоретически мутация была отрефлектирована только в XIII веке и была связана со ставшими популярными в то время многочисленными учебными пособиями по контрапункту. Развитое учение о мутации (без упоминания имени Гвидо), например, представляет Иероним Моравский (ок. 1275) в 12-й главе своего «Трактата о музыке», где он определяет её так: Mutatio est sub una clavi et eadem unisona transitio vocis in vocem. В XIV и XV веках трактаты (если они вообще описывают сольмизацию) включают главу о мутации, можно сказать, в обязательном порядке.
Первое упоминание ложной мутации (mutatio falsa) документировано в «Трактате о музыке» Магистра Ламберта (ок. 1270 г.) и связано с необходимостью «усовершенствовать» (perficere) тритон, возникающий в многоголосной музыке между h и f (вверх), а также между b и e (вниз). Усовершенствовать тритон, превратив в квинту, можно только с помощью ложной музыки, то есть представить себе гексахорд сверх трёх, установленных гвидоновой традицией. Правило запрета тритона в контрапункте в XIV—XVI веках получило оригинальное обозначение mi contra fa. В восходящем тритоне под mi подразумевался вокс твёрдого гексахорда (соответствует клавису h), под fa вокс в натуральном гексахорде (клавис f). В нисходящем тритоне под mi подразумевался вокс натурального гексахорда (соответствует клавису e), под fa вокс мягкого гексахорда (клавис b). По некоторым другим (более поздним) свидетельствам, mi contra fa означало запрет большого полутона (апотомы).
В многоголосной музыке Возрождения и барокко смена высотного положения базовых звукорядов (путём внутренней транспозиции и секвенций), известная в модальных ладах как метабола, приобрела системный характер. Мутация (в том числе ложная) использовалась в жанре полифонических вариаций итал. inganni (букв. «обманки, подмены») в инструментальной музыке Дж. М. Трабачи, Дж. Фрескобальди и других композиторов. Темой таких вариаций служила неизменная последовательность слогов («воксов») гексахорда, например, ut fa mi re ut fa mi. Приложение мутации к любому из воксов константной последовательности приводило к смещению абсолютной высотной позиции того или иного звука внутри «темы», в результате первоначальный интервальный её контур мог измениться до неузнаваемости.
Вместе с тем, в ходе становления тональности перемена высотного положения звукоряда влекла за собой сдвиг на другую высоту всего комплекса тонально-функциональных отношений, известный в теории музыки под названием модуляции. Эту важную перемену в модальной и прототональной музыке старинная теория вплоть до Рамо продолжала по инерции объяснять действием гексахордовой мутации, которая Гвидо и его ближайшими последователями замысливалась вовсе не для столь развитой гармонии, а для разучивания монодико-модальных распевов, григорианского хорала.